# Albert Louvet
Louis-Albert Louvet (París, 1860 - id., 1936) fue un arquitecto francés. Hijo y alumno de Louis-Victor Louvet, también recibió clases de Paul-René-Léon Ginain en la École des Beaux-Arts de París, obteniendo el Premio de Roma en 1886 gracias a su proyecto titulado Un palais pour la Cour des comptes (Un palacio para el Tribunal de cuentas). Participó en el diseño y construcción del Grand Palais, de 1896 a 1900, junto con Henri-Adolphe-Auguste Deglane, Albert-Félix-Théophile Thomas y Charles-Louis Girault. Para este proyecto fue encargado del plano, y de la dirección de trabajos de la sección central incluyendo el " Salón de honor " y, en coordinación con Deglane, la gran escalera de honor y decoración de la pared del fondo del "paddock".